# Катаи, Тамаш
Та́маш Ка́таи (венг. Kátai Tamás; род. 27 декабря 1975, Мако, ВНР) — венгерский музыкант и композитор, участник Thy Catafalque, Gire и ещё нескольких проектов, а также профессиональный фотограф. В 2005 году на итальянском лейбле Ars Benevola Mater вышел его первый сольный альбом «Erika Szobája» («Комната Эрики»).

## Биография
Тамаш Катаи впервые заинтересовался электронной музыкой в конце 80-х — начале 90-х годов под влиянием музыки из игр на ZX Spectrum, Commodore 64 и Amiga. Для большинства его проектов характерна смесь электроники и тяжелого металлического звучания. Свой первый музыкальный проект под названием «Darklight» он основал 9 июня 1993 года. Вначале он играл индастриал-метал, затем звучание изменилось в сторону эмбиента.
В конце 90-х — начале 2000-х годов он принимал участие в блэк-метал группе Nebron в качестве сессионного клавишника, а также в сразу нескольких своих собственных блэк-метал проектах: Thy Catafalque, Gort, Towards Rusted Soil. В то время как Gort и Towards Rusted Soil не получили широкой известности и записали только несколько демо, Thy Catafalque на настоящий момент выпустили уже 10 альбомов и хорошо известны в метал-андеграунде за пределами Венгрии.
В 1996 году Тамаш Катаи стал клавишником и фактически лидером авангардной индастриал-метал группы Gire, но первый (и последний) альбом был записан только в 2007. Несмотря на крайне положительные отзывы об альбоме (в частности, он был признан лучшим метал-альбомом 2007 года в Венгрии), вскоре после его выхода группа распалась, некоторые из участников переехали в Великобританию. В частности, сам Тамаш Катаи сейчас живёт в Эдинбурге. По его словам, он принял решение эмигрировать из-за того, что в его родном городе Мако невозможно найти сколько-нибудь высокооплачиваемую работу. До этого он работал учителем английского языка, венгерского языка и литературы в одной из сельских школ, а позже — администратором в больнице г. Сегеда.
В своем интервью для зина Lethal Conflict он утверждает, что считает себя полностью аполитичным и не связанным с какой-либо организованной религией, и даже никогда не ходит на выборы. Тем не менее, он поддерживает убеждения таких «левоориентированных» групп, как Napalm Death, Brutal Truth и Kreator, и выступает против NSBM.

## Награды
- Hungarian Metal Awards 2007 — лучший метал-альбом года (Gire «Gire»)[5]

## Дискография
- Erika Szobája (2005)
- Slower Structures (2016)

Darklight:
- Holocaust in Fairyland (demo, 1994)
- The Shades Inside (demo, 1994)
- Aeternus (demo, 1995)
- Tinctures of Nightfall (demo, 1995)
- In Igne et Terra (demo, 1996)
- Feast of November Dawn (demo, 1997)
- Virrasztanak a Holtak… (EP, 1999)
- Theatrum October (1999)

Gort:
- Forest Myths (EP, 2000)

Towards Rusted Soil:
- Forsaken in Fog (demo, 2000)
- A Landscape Slumbering (demo, 2003)

Thy Catafalque:
- Cor Cordium (demo, 1999)
- Sublunary Tragedies (1999)
- Microcosmos (2001)
- Tűnő Idő Tárlat (2004)
- Róka Hasa Rádió (2009)
- Rengeteg (2011)
- Sgùrr (2015)
- Meta (2016)
- Geometria  (2018)
- Naiv (2020)
- Vadak (2021)
- Alföld (2023)
- XII: A gyönyörű álmok ezután jönnek (2024)

Gire:
- Gire (2007)